# Acanthops brunneri
Acanthops brunneri är en bönsyrseart som beskrevs av Henri Saussure 1871. Acanthops brunneri ingår i släktet Acanthops och familjen Acanthopidae. Inga underarter finns listade i Catalogue of Life.